# Дальман, Юхан Вильгельм
Юхан Вильгельм Дальман (швед. Johan Wilhelm Dalman) — шведский врач, профессор и энтомолог.

## Биография
Дальман получил своё первое образование в Университете герцогства Шлезвиг. В 1803 году он поступил в Лундский университет и через 2 года сдал экзамен по юриспруденции, так как намеревался получить должность в шведской Берг-коллегии. Слушая лекции Андерса Яхана Рециуса и Карла Фредрика Фаллена, а также благодаря своему знакомству с энтомологом Леонарду Йюлленхаалю у Дальмана сильнее выразился естественнонаучный интерес. Он сменил специализацию и получил в 1817 году в Уппсале докторскою степень по медицине. В следующем году он стал библиотекарем и интендантом в Королевской академии наук. В 1819 году он начал преподавать как доцент в Каролинском институте в Стокгольме. После того, как он был принят в 1821 году в Академию наук, он получил в 1824 году звание профессора. Незадолго до своей смерти он был профессором по ботанике и естествознанию.

## Эпонимы
В честь Дальмана было названо большое количество животных, преимущественно ископаемых, такие, как например, род трилобитов Dalmanites. Он занимался классификацией трилобитов и написал статью о них («Om Palaeaderna, eller de så kallade Trilobiterna», 1827), в которой называл их Palaederna, хотя название трилобиты уже преобладало в то время у других учёных.

## Труды
- Analecta entomologica (1823)
- Ephemerides entomologicæ (1824)
- Om palæaderna eller de så kallade trilobiterna (1826, Erweiterung 1828)